# 케네스 버크
케네스 듀바 버크 (Kenneth Duva Burke, 1897년 5월 5일 ~ 1993년 11월 19일)는 미국의 문학 이론가이자 시인, 수필가, 소설가로 20세기 철학, 미학, 비평, 수사학 이론을 저술했다. 문학 이론가로서 버크는 지식의 본질에 기반한 분석으로 가장 잘 알려져 있다. 또한 그는 보다 전통적인 수사학에서 벗어나 문학을 " 상징적 행위 "로 본 최초의 개인 중 한 명이었다.
그는 문학적 텍스트뿐만 아니라 사회적, 역사적, 정치적 배경, 작가 전기 등 청중과 상호 작용하는 텍스트의 요소에 대해 관심을 가졌다.

## 경력
그는 5월 5일 펜실베니아주 피츠버그에서 태어나  Peabody High School을 졸업했다. 그는 프랑스어, 독일어, 그리스어 및 라틴어 과정을 공부하기 위해 오하이오 주립 대학에 다녔지만 나중에 중퇴하여 뉴욕으로 더 가까이 이동하여 컬럼비아 대학에 등록했다. 그러나 제한된 학습 환경으로 인해 Burke는 대학 졸업장도 받지 못한 채 컬럼비아를 떠났다. 그리니치빌리지에서 아방가르드 작가들과 함께 지냈다. 기독교 어머니 밑에서 자란 버크는 후에 불가지론자임을 공언한 사람이 되었다.

만년에 그의 뉴저지 농장은 인기 있는 싱어송라이터 인 그의 손자 Harry Chapin이 보고한 바와 같이 대가족을 위한 인기 있는 여름 휴양지였다. 버크는 뉴저지주 앤도버에 있는 자택에서 96세의 나이로 심부전으로 사망했다.

## 영향력
20세기의 많은 이론가와 비평가와 마찬가지로 버크는 칼 마르크스, 지그문트 프로이트, 프리드리히 니체의 사상에 큰 영향을 받았다. 그는 셰익스피어의 평생 통역가 였으며 또한 Thorstein Veblen의 영향을 크게 받았다. 그는 어떤 철학적 또는 정치적 사상 학파의 추종자로서 비둘기집에 빠지는 것에 저항했고 1930년대에 설정된 문학 비평을 지배했던 마르크스주의자들과 주목할 만하고 공개적인 단절을 가졌다.
버크는 당대의 영향을 넘어 수사학에 대한 이론을 발전시키면서 아리스토텔레스의 가르침을 고려했다. 그의 아이디어의 중요한 출처는 아리스토텔레스의 수사학이다. 버크는 이 작업을 바탕으로 언어에 대한 그의 저술을 특히 사회적 맥락에 맞추었다. 마찬가지로 그는 언어의 사회적 맥락이 순수 이성의 원리로 환원될 수 없다는 것을 인식했기 때문에 논리적 담론과 문법적 구조 이상을 포함하는 언어를 연구했다.

## 철학
상징 의 정치적, 사회적 힘은 버크의 경력 전반에 걸쳐 학문의 핵심이었다. 그는 "우리가 사람들이 무엇을 하고 있고 왜 그것을 하는지 말할 때 관련되는 것"을 이해함으로써 우리가 세상에 대한 우리의 인식을 위한 인지적 기초에 대한 통찰력을 얻을 수 있다고 느꼈다. Burke에게 우리가 내레이션을 결정하는 방식은 다른 것들보다 특정한 자질을 중요시한다. 그는 이것이 우리가 세상을 보는 방식에 대해 많은 것을 말해 줄 수 있다고 믿었다.
버크는 사회적, 정치적 수사학적 분석을 "드라마티즘"이라고 불렀고 언어 분석과 언어 사용에 대한 그러한 접근이 갈등의 기초, 협력의 미덕과 위험, 동일시와 일관성의 기회를 이해하는 데 도움이 될 수 있다고 믿었다.
극의 사용을 통해 궁극적으로 버크의 환생 주기를 활용할 수 있다. 이 주기는 죄책감/오염, 정화 및 구속을 포함하는 세 가지 별개의 단계를 포함한다. 버크는 시를 사용하여 단계와 기능을 소개했다. 시는 세 단계의 상호 작용에 대한 기초를 제공한다. 인간의 삶에 질서가 도입되면 죄책감이 생길 수 있다. 죄책감의 생성으로 인한 결과를 완화하기 위해서는 구속이 필요하다. 구속의 추상화를 통해 버크는 순환의 완성을 이끈다.
또 다른 핵심 개념은 용어의 은막(Terministic screen) 으로, 세계가 우리에게 의미를 부여 하는 기호 집합이다. 여기서 그는 수사학적 이론가와 비평가에게 언어와 이데올로기 간의 관계를 이해하는 방법을 제공한다. 버크는 언어가 단순히 현실을 "반영"하지 않는다고 생각했다.